# Dirt 3
Dirt 3 (estilizado como DiRT 3) é um jogo eletrônico de corridas desenvolvido pela produtora britânica Codemasters e lançado em 2011 para PlayStation 3, Windows, Xbox 360. É o primeiro jogo da série a ser lançado mundialmente sem o nome Colin McRae, as versões norte-americanas já não apresentavam essa alcunha na série Dirt.
O jogo está mais voltado para o rali, é a maior parte do modo carreira. Dirt 3 traz uma mistura de jogabilidade arcade com doses de simulador. O jogador pode desfrutar de veículos da década de 1970, 1980, 1990 e também de carros modernos. Além disso, o jogo apresenta novas localidades ao redor do mundo, como Finlândia, Quenia, Noruega e Michigan.